# Zemský okres Stade
Zemský okres Stade (německy Landkreis Stade) je zemský okres v německé spolkové zemi Dolní Sasko. Sídlem správy zemského okresu je město Stade. Má přibližně 203 tisíc obyvatel. 

## Města a obce
Města:
1. Buxtehude
2. Stade

Obce:
1. Agathenburg
2. Ahlerstedt
3. Apensen
4. Balje
5. Bargstedt
6. Beckdorf
7. Bliedersdorf
8. Brest
9. Burweg
10. Deinste
11. Dollern
12. Drochtersen
13. Düdenbüttel
14. Engelschoff
15. Estorf
16. Fredenbeck
17. Freiburg/Elbe
18. Großenwörden
19. Grünendeich
20. Guderhandviertel
21. Hammah
22. Harsefeld
23. Heinbockel
24. Himmelpforten
25. Hollern-Twielenfleth
26. Horneburg
27. Jork
28. Kranenburg
29. Krummendeich
30. Kutenholz
31. Mittelnkirchen
32. Neuenkirchen
33. Nottensdorf
34. Oederquart
35. Oldendorf
36. Sauensiek
37. Steinkirchen
38. Wischhafen